# Guanchezia
Guanchezia é um género botânico pertencente à família das orquídeas (Orchidaceae). Foi proposto Romero & Carnevali em 2000, publicado em Venez. Orchids. Illustr. Field Guide (ed. 2) 1135. A Guanchezia maguirei  (C.Schweinf.) Romero & Carnevali, antes Bifrenaria maguirei C. Schweinf. é sua espécie tipo. O nome do gênero é uma homenagem a Francisco Guanchez.

## Distribuição
Este gênero conta somente uma espécie terrestre robusta, de crescimento cespitoso, antes subordinada ao gênero Bifrenaria, que existe no norte da Amazônia, na Venezuela e estado brasileiro do Amazonas, habitando em meio ao capim em áreas abertas e claras onde a floresta cede lugar a capoeiras.

## Descrição
O gênero Guanchezia é vegetativamente similar às espécies do gênero Stanhopea, apresenta raízes grossas, e rizoma curto com pseudobulbos agregados, bem desenvolvidos e fortes, encimados por uma folha grande e larga multinervada, algo plicada, brilhante, com longo pecíolo. A inflorescência racemosa, ereta, com poucas flores espaçadas e grandes, emerge das axilas das Baínhas que guarnecem os pseudobulbos e pode atingir um metro de altura destacando-se em meio ao capim.
As flores, que muito lembram as de uma Brassavola, têm sépalas e pétalas de cor creme, parecidas, acuminadas e permanecem algo tombadas para a frente. As sépalas laterais são livres ou levemente soldadas ao pé da coluna formando pequeno calcar. labelo é branco, intensamente veiado de púrpura, soldado ao pé da coluna, inteiro, algo conchado, porém diferente das flores de Brassavola, não abraça a coluna, somente é algo levantado dos lados, perto da base.  A coluna é reta,  alongada, com antera terminal.